# نیروگاه کینگس‌سورث
نیروگاه کینگس‌سورث (انگلیسی: Kingsnorth power station) نیروگاهی در انگلستان بود که از سال ۱۹۷۳ تا ۲۰۱۲ فعال بود. ظرفیت تولید برق این نیروگاه بالغ بر ۲۰۰۰ مگاوات شد.